# Lista över länsvägar i Västerbottens län
Detta är en lista över länsvägar i Västerbottens län. 
Numren på de övriga länsvägarna (500 och uppåt) är unika per län, vilket innebär att vägar i olika län kan ha samma nummer. För att hålla isär dem sätts länsbokstaven framför numret.
Rv är för riksvägar. Länsvägar inom länet, även primära, redovisas här utan AC.

## Primära länsvägar 100–499
| Väg    | Sträckning |
| ------ | --- |
| 348    | (Solberg -) Västernorrlands läns gräns sydost Hälla – Hälla (556, 90) |
| 352    | (Björna -) Västernorrlands läns gräns vid Aspsele – Bredträsk (508) – Stennäs – Fredrika (92) |
| 353    | Trafikplats Rödviken (Nordmaling) (E4, 513) – Olofsfors (573) – Baggård (511) – Grubban (510, 525) – Holmfors (570) – Nyåker (511, 533, 538) – Bjurholm (537, 92) (Gemensam sträckning med 92 Bjurholm – Högås) Högås (92) – Fårberget (595) – Västra Örträsk – Skarda (597, 592) – Vänjaurträsk (593) – Vänjaurbäck (588, 594) – Knaften (599-599) – Lycksele (365, 360). Genomfart Bjurholm: Köpmannagatan – Storgatan |
| 360    | Vilhelmina (E45) – Bäsksele (953) – Latikberg (946, 955) – Bäsksjö (956, 957, 956) – Norrbäck (967) – Björkberg (964) – Vinliden (959, 963-963) – Öravan (960) – Tallträsk (961) – Lycksele (353, 365) |
| 363    | Trafikplats Umeå Norra (503) – Umeå (363.01) - Umeå (Västerslättsrondellen)(E12/Rv92) – Hissjö (631, 692) – Kvarnfors (633) – Långviksvallen (629) – Sand (637) – Fredrikshall (661) – Rödånäs (633) – Överrödå (661) – Vindeln (675, 1225, 630, 620, 1225) – Abborrtjärn (684) – Bodarna (711) – Hjuken (711) – Strycksele (699) – Åmsele (707, 704, 700) – Mårdsele (779) – Sikselberg (783) – Rusksele (365) – Vormsele (1032-1032, 1004) – Björksele (1002, 1005) – Vindelgransele (1003) – Holmfors (370) – Gargbro (1025) – väster Gargbro (1023) Sappetsele (1024) – Sandsele (E45) (Gemensam sträckning med E45 Sandsele – Sorsele) Sorsele (E45) – Grannäs (1141) – Hemfjäll – Jillesnoule – Ammarnäs (363.02) – Tjulträsk. Genomfart Umeå: Hissjövägen. Genomfart Vindeln: Storvägen. Genomfart Sorsele: Stationsgatan – Ammarnäsvägen |
| 363.01 | Bomvägen i Umeå (363 – 507) |
| 363.02 | Väg till Ammarnäs kapell (363) |
| 364    | Umeå (Ersbodarondellen)(E12/Rv92, 503) – Fällforsån (647) – Flurkmark (635) – Kroksjö (636, 697) – Österå (639) – Mickelsträsk (640) – Botsmark (651, 620, 722) – Ytteråträsk (721) – Lidsjön (724) – Bjurfors (728) – Västanträsk (780) – Avaborg (730) – Andersfors (779, 732) – Västomsundet (804) – Burträsk (805) – Bodbyn (778, 833) – Ljusrotet (777) – Lappvattnet (741) – Norra Lappvattnet (768) – Renfors (834) – Västra Hjoggböle (811, 821) – Gamla Falmark (822) – Långviken (836) – Orrbäcken (774, 807) – Tjärn (E4) |
| 365    | (Gemensam sträckning med 92 Åsele – Älgsjö) Älgsjö (92) – Yxsjö (946) – Stennäs (947) – Lillögda (949) – Västermyrriset (591) – Vägsele (594, 951) – Graned (952) – Lycksele (353, 360, E12) (Gemensam sträckning med E12 i Lycksele) Lycksele (E12, 702) – Abborrträskliden (703) – Husbondliden (1000) – Ruskträsk (1001) – Rusksele (363) – Raggsjö (1009) – Kvammarn (786) – Stora Kvammarns utlopp (1011) – Norsjövallen (1033, 791) – Bäverhult (370) – Mensträsk (1030) – Treholmsforsen (1012, 846) – Norrbottens läns gräns vid Bredträskliden (- Glommersträsk). Genomfart Lycksele: Vilhelminavägen – Blå Vägen – Sorselevägen |
| 370    | Boliden (95, 805, 857.02) – Renström (854, 846) – Kedträsk (847) – Bjurträsk (842) – Bjurfors (845) – Bäverhult (365) – Gissträsk (1033) – Lillholmträsk (1011, 1005, 1005.01) – Lövberg (1007) – Strömfors (1012) – Åkroken (1008) – Malå (1014) – Stensund (1018) – Bölheden (1017) – Västra Nynäs (1016) – Holmfors (363) |
| 372    | Skellefteå (E4, 95) – Hedensbyn (Östra Leden) – Bergsbyn (839) – trafikplats Skelleftehamn (827) – Skelleftehamn – Rönnskär. Genomfart Skellefteå: N Järnvägsgatan – Skelleftehamnsvägen |

## 500–599
- Länsväg AC 500: Lögdeå (573, 501) – trafikplats Lögdeå norra (E4) – Rundvik
- Länsväg AC 501: Lögdeå (500) – trafikplats Lögdeå södra (501.01, E4) – Rönnholm – Långron
  - Länsväg AC 501.01: grenväg i Lögdeå (501 – E4)
- Länsväg AC 502: Affärsvägen (513) samt del av Hemvägen i Nordmaling
- Länsväg AC 503: Umeå (Söderslättsrondellen) (E4) – trafikplats Teg Södra – trafikplats Teg Norra – Umeå (632)– trafikplats Umeå Södra (507, 531) – trafikplats Umeå Norra (363) – Umeå (Ersbodarondellen) (E12/Rv92) Övergår i Lv364.
- Länsväg AC 504: Levar (513) – Bredvik – Järnäs lotsplats
- Länsväg AC 505: Västamarken (514) – Kylören
- Länsväg AC 506: Norrbyn (514, 506.01) – Färjeläget i Norrbyn
  - Länsväg AC 506.01: grenväg i Norrbyn (506 – 514)
- Länsväg AC 507: trafikplats Umeå Södra (503, 531) – Umeå (Västerslätt) (363.01) – Umeå (Kronoparksrondellen) Fortsätter västerut som gemensam väg E12/Rv92.
- Länsväg AC 508: Olofsfors (573) – Bruksheden (510) – Klöse (509) – Norrfors (532, 533) – Mjösjö (534) – Mjösjöby (535) – Bredträsk (569, 569, 352)
- Länsväg AC 509: (Byviken –) Västernorrlands läns gräns vid Holmsjön (Y 1085) – Klöse (508)
- Länsväg AC 510: Bruksheden (508) – Sunnansjö – Grubban (525, 353)
- Länsväg AC 511: Baggård (353) – Djupsjö – Högland – Nyåker (353)
- Länsväg AC 512: trafikplats Levar (Nordmaling) (E4, 513) – Brattfors (515) – Örsbäck (516) – Torrböle (517) – Gräsmyr (518, 539) – Vibo (548) – Småbränna (519) – Mosjö (550) – Hössjö (524) – Yttersjö (521, 552) – Djäkneböle (553) – Skravelsjö (526) – Röbäck (528, 522) – trafikplats Teg Norra (Umeå) (503). Genomfart Umeå: Riksvägen
- Länsväg AC 513: trafikplats Rödviken (Nordmaling) (E4, 353) – Nordmaling (502) – Levar (504) – trafikplats Levar (Nordmaling) (E4, 512). Genomfart Nordmaling: Rödviksvägen – Hamngatan – Kungsvägen
- Länsväg AC 514: Håknäs (E4) – Öre (568) – Västamarken (505) – Norrbyn (506, 506.01) – Hörnefors (Kungsvägen)
- Länsväg AC 515: Håknäs (E4) – Långed (574) – Brattfors (512)
- Länsväg AC 516: Örsbäck (512) – Mullsjö (518)
- Länsväg AC 517: Torrböle (512) – Hummelholm – Högbränna (538)
- Länsväg AC 518: Hörnefors (E4) – Häggnäs (520) – Mullsjö (516) – Gräsmyr (512)
- Länsväg AC 519: väg till Småbränna (512)
- Länsväg AC 520: Häggnäs (518) – Nyland (524) – Bösta (521)
- Länsväg AC 521: Stugunäs (E4) – Bösta (520) – Yttersjö (512)
- Länsväg AC 522: Sörmjöle (E4) – Norrmjöle (523) – Bubäcken (523) – Stöcksjö (530) – trafikplats Stöcksjö (E4) – Röbäck (512)
- Länsväg AC 523: Norrmjöle (522) – Strömbäck – Stöcke – Bubäcken (522)
- Länsväg AC 524: Nyland (520) – Hössjö (512) – Rödtjärn – Överboda (554)
- Länsväg AC 525: Grubban (353, 510) – Stavsjöholm
- Länsväg AC 526: Skravelsjö (512) – Klabböle (554)
- Länsväg AC 528: Röbäck (512) – Umeå travbana (554)
- Länsväg AC 529: Vännäs (Rv92, 547, 611) – Marahällan (545, 550) – Pengån (Rv92). Genomfart Vännäs: Östra Järnvägsgatan – Pengsjövägen
- Länsväg AC 530: Stöcksjö (522) – Degernäs – Hällan (E12)
- Länsväg AC 531: Holmsund (E12 – Korsvägen) – Rotnäs (643) – Umeå Tegelbruksvägen – Gimonäs – Ålidbacken (642) – Östra Kyrkogatan – trafikplats Umeå södra (503, 507). Genomfart Umeå: Blå vägen – Järnvägsallén
- Länsväg AC 532: (Lomviken –) Västernorrlands läns gräns vid Västansjö (Y 1092) – enskild väg 11438 (cirka 3 kilometer söder om Norrfors) – Norrfors (508)
- Länsväg AC 533: Nyåker (353) – Gamla Brattsbacka (570) – Brattsbacka (540) – Bjärten (536) – Norrfors (566, 508)
- Länsväg AC 534: (Trehörningsjö –) Västernorrlands läns gräns norr Nordsjö (Y 1091) – enskild väg 12008 (cirka 3,5 kilometer sydväst om väg 508) – Mjösjö (508)
- Länsväg AC 535: Mjösjöby (508) – Karlsbäck (cirka 8 kilometer norr om väg 508) – Bjurvattnet (536) – Ljusåker (542, Rv92)
- Länsväg AC 536: Bjärten (533, 540) – Bjurvattnet (535)
- Länsväg AC 537: Storgatan i Bjurholm (353)
  - Länsväg AC 537.01: väg till Bjurholms kyrka (del av Kyrkogatan) (537)
- Länsväg AC 538: Hörnsjö (539) – Högbränna (517) – Tallberg – Nyåker (353)
- Länsväg AC 539: Gräsmyr (512) – Hörnsjö (538) – Brännland (545) – Östra Strömåker (Rv92)
- Länsväg AC 540: Brattsbacka (533) – Långvattnet – Bjärten (536)
- Länsväg AC 542: Ljusåker (535) – Balsjö (Rv92)
- Länsväg AC 543: Högås (Rv92) – Vännäs – Balån
- Länsväg AC 544: väg genom Vännäsby (Umevägen) (E12 – 554 – 547)
- Länsväg AC 545: Marahällan (529) – Lybäck (549) – Pengsjö (548) – Nyland (546) – Brännland (539)
- Länsväg AC 546: Nyland (545) – Eriksborg (Rv92)
- Länsväg AC 547: Vännäs (529) – Hamptjärnskammen (Vännäs)(551) – Vännäsby (Hemberget) (544, E12). Genomfart Vännäs: Umevägen
- Länsväg AC 548: Vibo (512) – Björnlandsbäck – Pengsjö (545)
- Länsväg AC 549: Hjåggsjö (550) – Ockelsjö – Lybäck (545)
- Länsväg AC 550: Mosjö (512) – Hjåggsjö (549, 551) – Marahällan (529)
- Länsväg AC 551: Hjåggsjö (550) – Tobacka – Hamptjärnskammen (Vännäs)(547)
- Länsväg AC 552: Yttersjö (512) – Mellansvartbäck – Degersjö (553)
- Länsväg AC 553: Djäkneböle (512) – Degersjö (552) – Södra Myrbäck (554)
- Länsväg AC 554: Umeå travbana (528) – Klabböle (526) – Sörfors (555) – Södra Myrbäck (553) – Överboda (524) – Brån – Vännäsby (544)
- Länsväg AC 555: Sörfors (554) – Brännland (691) – Brännland (E12)
- Länsväg AC 556: Hälla (348) – Västernorrlands läns gräns vid Holmträsk (Y 1046) och vid Storsjön (Y 1046) (– Tjärn)
- Länsväg AC 557: (Studsviken –) Västernorrlands läns gräns vid Tegelträsk (Y 1048) – Häggsjömon (561) – Överissjö (562, 560) – Österstrand (559) – Åsele (Rv90)
- Länsväg AC 558: Åsele (Rv90) – Borgen
- Länsväg AC 559: väg till Österstrand (557)
- Länsväg AC 560: Överrissjö (557) – Långvattnet
- Länsväg AC 561: Häggsjömon (557) – Lakasjö
- Länsväg AC 562: Överrissjö (557) – Oxvattnet – Klippen – Norrgravsjö (Rv92)
- Länsväg AC 568: Öre (514) – Kråken
- Länsväg AC 569: väg genom Bredträsk (508 – 508)
- Länsväg AC 570: Holmfors (353) – Nordanbäck – Gamla Brattsbacka (533)
- Länsväg AC 572: (Tjärn –) Västernorrlands läns gräns vid Nytjärn (Y 1045) – Nytjärn
- Länsväg AC 573: Ava (E4) – Aspeå – Lögdeå (500) – Olofsfors (573.01, 508, 353)
  - Länsväg AC 573.01: förbindelseväg söder Olofsfors (573 – E4)
- Länsväg AC 574: Lucken (E4) – Långed (574.01) – enskild väg Kabelvägen (cirka 350 meter nordväst om väg 574.01 i Långed) – Långed (515)
  - Länsväg AC 574.01: väg i Långed (574)
- Länsväg AC 575: väg till Ängersjö (E4)
- Länsväg AC 578: Borgsjö (Rv92) – Volmsjö (579) – Nordanås (591, 588)
- Länsväg AC 579: väg till Volmsjö (578)
- Länsväg AC 580: förbindelseväg vid Fredrika (591 – 582 – 92)
- Länsväg AC 582: väg till och förbi Fredrika kyrka (580 – 591)
- Länsväg AC 584: Holmsele (Rv92) – Fredrika (591)
- Länsväg AC 585: Baksjön (592) – Burselberget – Baksjöberg
- Länsväg AC 587: väg till Norrfors (591)
- Länsväg AC 588: Nordanås (578, 591) – Granträsk – Vänjaurbäck (353)
- Länsväg AC 589: Västra Selet (627) – Östra Selet (628)
- Länsväg AC 590: Långbäcken (591) – Hemsta
- Länsväg AC 591: Fredrika (Rv92, 584, 580) – Lögda (592) – Norrfors (587) – Nordanås (578, 588) – Långbäcken (590) – Västermyrriset (365)
- Länsväg AC 592: Storlögda (591) – Baksjön (585) – Baksjöliden – Vargträsk – Skarda (353)
- Länsväg AC 593: Vänjaurträsk (353) – Flakaträsk
- Länsväg AC 594: Vänjaurbäck (353) – Vänjaurbäckslid (596) – Hornmyr – Dakota – Vägsele (365)
- Länsväg AC 595: Fårberget (353) – Utifällan (597)
- Länsväg AC 596: Vänjaurbäckslid (594) – Rödingträsk
- Länsväg AC 597: Bjurholm (Rv92) – Otternäs (602) – Utifällan (595) – Örträsk (690, 605) – Skarda (598, 353)
- Länsväg AC 598: Skarda (597) – Långsele – Gäddträsk (680) – Hedlunda – (k) – Lycksele (E12). Genomfart Lycksele: Hedlundavägen
- Länsväg AC 599: väg genom Knaften (353 – 353)

## 600–699
- Länsväg AC 600: Östra Strömåker (Rv92) – Lillarmsjö (601) – Sunnansjö (603) – Skivsjö (603) – Sundö (605)
- Länsväg AC 601: Lillarmsjö (600) – Mellansjö
- Länsväg AC 602: Otternäs (597) – Storarmsjö – Västansjö – Nyåkerstjärn (603)
- Länsväg AC 603: Sunnansjö (600) – Nyåkerstjärn (602) – Lövö (604) – Skivsjö (600)
- Länsväg AC 604: Lövö (603) – Strömsjönäs
- Länsväg AC 605: Örträsk (597) – Skurträsk (606) – Sundö (600) – Ottonträsk (614) – Hednäs (E12)
- Länsväg AC 606: Skurträsk (605) – Nyliden
- Länsväg AC 607: Långåker (Rv92) – Hednäs (608)
- Länsväg AC 608: Penglund (Rv92) – Pengfors kraftverk (610) – Kolksele – Hednäs (607) – Gransele (609) – Harrselsfors
- Länsväg AC 609: Gransele (608) – Karlsberg
- Länsväg AC 610: Pengfors kraftverk (608) – Pengfors (611)
- Länsväg AC 611: Vännäs (529, Rv92) – Pengfors (610) – Hällfors – Selsberg – Högås (612). Genomfart Vännäs: Fällforsvägen. Förbifart Västra Järnvägsgatan – väg Rv92
- Länsväg AC 612: Nedre Västerås (E12) – Högås (611) – Ramsele (614.01, 614) – Rambo
- Länsväg AC 613: Nedre Västerås (E12) – Tvärålund (618) – Degerön – Vindeln (630)
- Länsväg AC 614: Ramsele (612, 614.01) – utfartsväg från Bjurfors nedre kraftverk (cirka 4,2 kilometer sydost om väg 615 i Hälsingborg) – Hälsingborg (615) – Bjurfors – Ottonträsk (605)
  - Länsväg AC 614.01: grenväg i Ramsele (614 – 612)
- Länsväg AC 615: förbindelseväg vid Hälsingborg (614 – E12)
- Länsväg AC 616: Näsland (E12) – Nyland – Stryckberget (630)
- Länsväg AC 617: väg till Kulbäcksliden (630)
- Länsväg AC 618: Rödåsel (661, 628) – Älglund (627) – Älglund (679) – Rödåliden (624) – Näsland (626) – Tvärålund (613)
- Länsväg AC 620: Vindeln (järnvägsstationen) (363) – Åheden (684) – Kryckeltjärn (715) – Buberget (717) – Blåkullträsket (672) – Botsmark (364). Genomfart Vindeln: Järnvägsallén – Karlsgårdsvägen
- Länsväg AC 622: Vännäsby (E12) – Spöland – omedelbart söder om bro över Gullbäcken 3 kilometer norr om Spöland – Västra Vännfors – Långfors (627) – Bergbäck (624)
- Länsväg AC 623: Nilsland (E12) – Jämteböle – Stärkesmark (624)
- Länsväg AC 624: Tväråbäck (E12) – Stärkesmark (623, 625) – Tallberg (625) – Bergbäck (622) – Fagerlund (626) – Rödåliden (618)
- Länsväg AC 625: Stärkesmark (624) – Lillsjö – Tallberg (624)
- Länsväg AC 626: Fagerlund (624) – Näsland (618)
- Länsväg AC 627: Långfors (622) – Västra Selet (589) – Älglund (618)
- Länsväg AC 628: Vännänget (E12) – Vännfors – Östra Selet (589) – Rödåsel (618, 661)
- Länsväg AC 629: Brännland (E12) – Kassjö – Långviksvallen (363)
- Länsväg AC 630: Hednäs (E12, 605) – Stryckberget (616) – Kulbäcksliden (617) – Västomån (613, 674) – Vindeln (363)
- Länsväg AC 631: Umedalen (632 - E12) – Kulla – Hissjö (363)
- Länsväg AC 632: Umeå (503) – Backen – Umedalen – (k) – Kåddis (E12). Genomfart Umeå: Storgatan – Backenvägen – Sockenvägen
- Länsväg AC 633: Kvarnfors (363) – Västerbacka (634, 635) – Näset (637) – Blomåker – Varmvattnet (639) – Varmvattensberget (640) – Sjömellantjälen (641) – Rödånäs (363, 661)
- Länsväg AC 634: Västerbacka (633) – Långviken
- Länsväg AC 635: Flurkmark (364, 636, 692) – Trehörningen – Västerbacka (633)
- Länsväg AC 636: Flurkmark (635) – Granbäcksfors – Kroksjö (364)
- Länsväg AC 637: Sand (363) – Tavelsjö kyrka – Näset (633)
- Länsväg AC 638: väg genom Tväråbäck (E12 – E12, 624)
- Länsväg AC 639: Varmvattnet (633) – Österå (364)
- Länsväg AC 640: Varmvattensberget (633) – Sjömellantjälen (641, 641) – Stenvall – Norrby (641) – Mickelsträsk (364)
- Länsväg AC 641: Sjömellantjälen (633, 640) – Hjuksbäck – Norrby (640)
- Länsväg AC 642: Umeå (Ålidbacken)(531) – Ålidhem (E4/E12) – Tavleliden(643) – Västra Innertavle (644) – Östra Innertavle (644) – Täfteå (685) – Sävarberg – trafikplats Sävar södra (E4, 649). Genomfart Umeå: Ålidbacken – Tomtebovägen
- Länsväg AC 643: Rotnäs (531) – Yttertavle – Tavleliden (642)
- Länsväg AC 644: väg genom Innertavle (642 – 642)
- Länsväg AC 645: Anumark (E4) – Hjåggmark – Tväråmark (646)
- Länsväg AC 646: Sävar (649) – Tväråmark (645) – Storliden (647)
- Länsväg AC 647: Fällforsån (364) – Storliden (646) – Bodbyn (648) – Bullmark (649, 650) – Västra Sjulsmark (665, 664) – Östra Sjulsmark (681) – Nya Storbäcken (668) – Antfäboda (651)
- Länsväg AC 648: Bodbyn (647) – Grundbäck – Åkerbäck
- Länsväg AC 649: trafikplats Sävar södra (E4, 642) – Sävar (646) – Tålsmark – Bullmark (647)
- Länsväg AC 650: Bullmark (647) – Gravmark (697) – Kroknäs (682, 682) – Botsmark (651)
- Länsväg AC 651: Sikeå (E4) – Robertsfors (670) – Antfäboda (647) – Överklinten (733, 681, 669) – Mjösjön (671) – Södra Stortjärn (727, 726) – Åkullsjön (725, 723, 665) – Åsjön (723) – Botsmark (650, 722, 364). Genomfart Robertsfors: Storgatan
- Länsväg AC 652: trafikplats Sävar norra (E4) – Kälen (653) – Ivarsboda (686) – Norum – Djäkneboda (662, E4)
- Länsväg AC 653: Kälen (652) – Ytterboda (654) – Skeppsvik
- Länsväg AC 654: Ytterboda (653) – Ostnäs
- Länsväg AC 655: Byviken – Holmöns by (656, 658, 656, 659) – Gäddbäckssund – Sörsundet på Holmön
- Länsväg AC 656: väg genom Holmöns by (655 – 655)
  - Länsväg AC 656.01: väg till Holmöns kyrka (656)
- Länsväg AC 658: väg till Vintervägskroken (655) på Holmön
- Länsväg AC 659: väg till Berguddens fyr (655) på Holmön
- Länsväg AC 661: Fredrikshall (363) – Rödåsel (618) – Rödåsel (628) – Rödånäs (633) – Överrödå (363)
- Länsväg AC 662: Djäkneboda (652) – Ratan – Dalkarlså (663)
- Länsväg AC 663: Dalkarlså (E4, 662) – Bygdeå (663.01, 663.02, E4)
  - Länsväg AC 663.01: förbindelseväg i Skinnarbyn (Bygdeå) (663 – E4)
  - Länsväg AC 663.02: väg till Bygdeå kyrka (663)
- Länsväg AC 664: Skinnarbyn (Bygdeå)(E4) – Övre Åkulla – Västra Sjulsmark (647)
- Länsväg AC 665: Västra Sjulsmark (647) – Bjännsjöå – Åkullsjön (651)
- Länsväg AC 666: Bäck (E4) – Rickleå – Laxbacken (E4)
- Länsväg AC 667: Sikeå (E4, 688) – Sikeå hamn
- Länsväg AC 668: Nya Storbäcken (647) – Ytterklinten (681)
- Länsväg AC 669: väg mellan begravningsplatsen och kyrkan i Överklinten (651)
- Länsväg AC 670: Robertsfors (651) – Ståbäckstjärn (736) – Granån – Gumboda (737, E4). Genomfart Robertsfors: Jomarksvägen
- Länsväg AC 671: Mjösjön (651) – Liljabäck
- Länsväg AC 672: Blåkullträsket (620) – Ånäset
- Länsväg AC 673: Granön (E12) – Kussjön
- Länsväg AC 674: Vindeln (630) – Mesele
- Länsväg AC 675: väg till Degerfors kyrka i Vindeln (363)
- Länsväg AC 679: Älglund (618) – Rödålund
- Länsväg AC 680: Gäddträsk (598) – Byssträsk
- Länsväg AC 681: Östra Sjulsmark (647) – Ytterklinten (668) – Överklinten (651)
- Länsväg AC 682: väg genom Bäcknäs, Kroknäs och Gravfors byar (650 – 650)
- Länsväg AC 683: Vindeln (620) – Häggnäs
- Länsväg AC 684: Åheden (620) – Abborrtjärn (363)
- Länsväg AC 685: Täfteå (642) – Täfteböle (E4)
- Länsväg AC 686: Ivarsboda (652) – Norrfjärden inkl brygga. Båt: passagerarbåt till Holmön
- Länsväg AC 688: väg genom Sikeå by (667 – E4)
- Länsväg AC 689: väg till Granö kyrka (E12)
- Länsväg AC 690: väg till Örträsks kyrka (597)
- Länsväg AC 691: väg genom Brännlands by (E12 – 555)
- Länsväg AC 692: Hissjö (363) – Flurkmark (635)
- Länsväg AC 693: Brattby (E12) – trafikplats Gubböle (E12)
- Länsväg AC 695: Sävar (Rosenius väg) – (k) – Johannisfors
- Länsväg AC 697: Kroksjö (364) – Gravmark (650)
- Länsväg AC 699: Strycksele (363) – Ekorrsjö (700) – Vilan (E12)

## 700–799
- Länsväg AC 700: Ekorrsjö (699) – Arvån – Arvträsk (702) – Maltträsk – enskild väg 11499 (cirka 2 km nordväst om väg 701) – Maltbränna (701) – Åmsele (363)
- Länsväg AC 701: Maltbränna (700) – Bjursele
- Länsväg AC 702: Lycksele (Norrmalm) (365) – (k) – Arvliden – Busjön (703) – Arvträsk (700)
- Länsväg AC 703: Abborrträskliden (365) – Holmträsk – Grundsund – Siksele – Sörliden – Olovslund – Busjön (702)
- Länsväg AC 704: Åmsele (Kvarnsele)(363) – Holmträsk (704.01) – Forsbacka (779)
  - Länsväg AC 704.01: väg genom Holmträsk (704)
- Länsväg AC 707: väg till Åmsele kapell (363)
- Länsväg AC 708: Lill-Renträsket (Ekträsk)(712) – Ökvattnet (710) – Petisträsk (709) – Sävsjön
- Länsväg AC 709: väg till Petisträsk by (708)
- Länsväg AC 710: Ökvattnet (708) – Långträsk
- Länsväg AC 711: Bodarna (363) – Hällnäs (712) – Hjuken (363)
- Länsväg AC 712: Hällnäs (711, 714) – Kvarnbrånet (715) – Malkälen (718) – Yttersjön (719) – Ekträsk (720, 721) – Lill-Renträsket (708) – Åsträsk (779) – Långvattnet (795) – Bastuträsk (791)
- Länsväg AC 714: Hällnäs (712) – Lillsandsjö
- Länsväg AC 715: Kryckeltjärn (620) – Storsandsjö – Kvarnbrånet (712)
- Länsväg AC 717: Buberget (620) – Risliden – Kamsjön – Degernäs – Degernäsliden (721)
- Länsväg AC 718: Malkälen (712) – Sjöbrånet
- Länsväg AC 719: Yttersjön (712) – Slipstensjön
  - Länsväg AC 719.01: väg till Svanastorliden (719)
- Länsväg AC 720: Ekträsk (712) – Norrby
- Länsväg AC 721: Ytteråträsk (364) – Floda – Degernäsliden (717) – Storsävarträsk – Ekträsk (712)
- Länsväg AC 722: väg till och förbi kyrkogården i Botsmark (651 – 364)
- Länsväg AC 723: Åsjön (651) – Olsliden – Gulltjärn – Åkullsjön (651)
- Länsväg AC 724: Lidsjön (364) – Välvsjöliden (728)
- Länsväg AC 725: Åkullsjön (651) – Hömyrberget – Storrödningsberg (726)
- Länsväg AC 726: Södra Stortjärn (651) – Storrödningsberg (725) – Norra Stortjärn (727) – Bygdsiljum (728, 831) – Södra Bygdeträsk (729) – Bygdeträsk (730, 742) – Gammelbyns fäbodar (732) – Edelvik (Burträsk)(364)
- Länsväg AC 727: Södra Stortjärn (651) – cirka 1,1 km norr om väg 651 – Strandholm – cirka 1,5 kilometer söder om Norra Stortjärn – Norra Stortjärn (726)
- Länsväg AC 728: Bygdsiljum (726) – Välvsjöliden (724) – Bjurfors (364)
- Länsväg AC 729: Lugnet (831) – Bäckliden – Söderby (771) – Södra Bygdeträsk (726)
- Länsväg AC 730: Bygdeträsk (726) – Kvarnbyn (731) – Avaborg (364)
- Länsväg AC 731: Kvarnbyn (730) – Innansjön (732)
- Länsväg AC 732: Gammelbyns fäbodar (726) – Innansjön (731) – Andersfors (364)
- Länsväg AC 733: Överklinten (651) – Östbyn (734, 735) – Brattliden (735) – Korssjön (831) – Inre Ultervattnet (736) – Flarken (742)
- Länsväg AC 734: Östbyn (733, 734) – 200 meter nordväst om Östbyn (734) – Rislandet – Långsjön – 200 meter väster om Östbyn (734) – Östbyn (734)
- Länsväg AC 735: Östbyn (733) – Smårödningen – Brattliden (733)
- Länsväg AC 736: Ståbäckstjärn (Robertsfors)(670) – Yttre Ultervattnet – Inre Ultervattnet (733)
- Länsväg AC 737: Gumboda (670) – Strandfors – Bäckkroka (742)
- Länsväg AC 738: Vippersrönningen (E4) – Gumboda hamn
- Länsväg AC 739: väg genom Ånäset (E4 – 742 – 741 – 740 – E4). Genomfart Ånäset: Skolgatan – Brogatan
- Länsväg AC 740: Ånäset (739) – Hertsånger – Skäran – Fäboda (E4). Genomfart Ånäset: Kyrkogatan
  - Länsväg AC 740.01: förbindelseväg i Ånäset (740 – E4)
- Länsväg AC 741: Ånäset (739) – Estersmark (778) – Brände (746) – Vebomark (750) – Vebomark (772) – Bursiljum (775, 775) – Lappvattsheden (776, 777) – Lappvattnet (364). Genomfart Ånäset: Kyrkogatan
- Länsväg AC 742: Ånäset (739) – Bäckkroka (737) – Persraningen (743) – Toskbäcken (744) – Flarken (743, 733) – Andersvattnet (771) – Bygdeträsk (726). Genomfart Ånäset: Skolgatan
- Länsväg AC 743: Persraningen (742) – Flarkbäcken – Åbyn – Flarken (742)
- Länsväg AC 744: Toskbäcken (Flarken) (742) – Risvattnet (745) – Mårtensmarken
- Länsväg AC 745: Risvattnet (744) – Trehörningen (778) – Kålaboda mejeri (746)
- Länsväg AC 746: Brände (741) – Kålaboda mejeri (745) – Östra Kålaboda – Västra Kålaboda (778)
- Länsväg AC 747: Grimsmark (E4) – Gunsmark – Ytterbyn (751) – Backen – Vebomark (750)
- Länsväg AC 748: Västanbyn (E4) – Noret
- Länsväg AC 749: Avan (E4) – Munkviken
- Länsväg AC 750: Selet (E4) – Hällnäs (752) – Broträsk (752) – Östra Näset (751) – Vebomark (747, 741)
- Länsväg AC 751: Ytterbyn (747) – Östra Näset (750)
- Länsväg AC 752: Hällnäs (750) – Hötjärn – Broträsk (750)
- Länsväg AC 753: Selet (E4) – Lövånger – Gammelbyn (757) – Kallviken. Genomfart Lövånger: Kungsvägen
- Länsväg AC 757: Gammelbyn (753) – Böle – Blacke (759) – Nolbyn (760)
- Länsväg AC 759: väg genom Blacke (757)
- Länsväg AC 760: Lövbacka (E4) – Nolbyn (757) – Kyan (761)
- Länsväg AC 761: Bodan (769, E4) – Kyan (760, 762) – Stor-Fjälsjön (763) – Uttersjöbäcken (764) – Uttersjön (765) – Risböle – Nedre Bäck (766) – Burvik (770, 770) – (k) – Bureå (Södra Kustvägen)
- Länsväg AC 762: Kyan (761) – Fjälbyn – Älgnäs – Lappviken (764)
- Länsväg AC 763: Stor-Fjälsjön (761) – Önnesmark (766)
- Länsväg AC 764: Uttersjöbäcken (761) – Lappviken (762) – Bjurön – Bjuröklubb
- Länsväg AC 765: Uttersjön (761) – Kåsböle (766)
- Länsväg AC 766: Önnesmarksträsket (E4) – Önnesmark (763) – Kåsböle (765, 767) – Nedre Bäck (761)
- Länsväg AC 767: Övre Bäck (E4) – Kåsböle (766)
- Länsväg AC 768: Broänge (E4) – Mångbyn (769) – Bissjön – Västra Hökmark (769) – Vallen (772, 773, 774) – Mjödvattnet (776) – Norra Lappvattnet (364)
- Länsväg AC 769: Mångbyn (768) – Bodan (761) – Hökmark (769.01) – Missjön (E4)
  - Länsväg AC 769.01: förbindelseväg mellan Hökmark och Västra Hökmark (768 – 769)
- Länsväg AC 770: väg genom Burviks by (761 – 761)
- Länsväg AC 771: Söderby (729) – Andersvattnet (742)
- Länsväg AC 772: Vebomark (741) – Trehörningen (773) – Vallen (östra byn) (768)
- Länsväg AC 773: Trehörningen (772) – Vallen (östra byn) (768)
  - Länsväg AC 773.01: väg genom Vallen (västra byn) (773)
- Länsväg AC 774: Vallen (768) – Holmsvattnet (820) – Sjöbotten (821) – Östra Falmark (836) – Orrbäcken (364)
- Länsväg AC 775: väg genom Bursiljum (741 – 833 – 741)
- Länsväg AC 776: Lappvattsheden (741) – Tjärn – Mjödvattnet (768)
- Länsväg AC 777: Lappvattsheden (741) – Ljusrotet (364) – Bergviken (807)
- Länsväg AC 778: Estersmark (741) – Trehörningen (745) – Västra Kålaboda (746) – Svarttjärn – Kvarnriset – Bodbyn (364)
- Länsväg AC 779: Andersfors (364) – Storbrännan (780) – Berglund (796) – Villvattnet – Åsträsk (712) – Kalvträsk (782) – Klysterberg (785) – enskild väg till Östansjö (cirka 1,6 kilometer nordost om väg 704) – Forsbacka (704) – Mårdsele (784, 363)
- Länsväg AC 780: Västanträsk (364) – Rotsjön (781) – Storbrännan (779)
- Länsväg AC 781: Rotsjön (780) – Fäboliden
- Länsväg AC 782: väg till Kalvträsks kapell (779)
- Länsväg AC 783: Sikselberg (363) – Ajaur – Risliden (785)
- Länsväg AC 784: Mårdsele (779) – Manjaur
- Länsväg AC 785: Klysterberg (779) – Risliden (783) – Bränngård (786) – Avaliden (789) – Arnberg (790) – Norsjö (791). Genomfart Norsjö: Rislidenvägen
- Länsväg AC 786: Bränngård (785) – Kölen (787) – Torrberg – Kvammarn (365)
- Länsväg AC 787: Kölen (786) – Kattisberg
- Länsväg AC 789: Avaliden (785) – Björknäs – Finnäs – Norsjövallen (791)
- Länsväg AC 790: Arnberg (785) – Bränntjärnliden – Stensliden (793)
- Länsväg AC 791: Klemensboda (Krångfors) (855, 869) – Finnfors (805, 799) – Röjnoret (799) – Bastuträsk (840, 840, 712, 794) – Långträsk (841) – Bjursele (793) – Berget (792) – Norsjö (785, 842) – Norsjövallen (789, 365). Genomfart Norsjö: Storgatan
- Länsväg AC 792: Berget (791) – Vallen
- Länsväg AC 793: Bjursele (791) – Pjäsörn – Stensliden (790) – Hemmingen
- Länsväg AC 794: Bastuträsk (791) – Risberg
- Länsväg AC 795: Långvattnet (712) – Grönliden (799)
- Länsväg AC 796: Berglund (779) – Brännvattnet – Stora Blåbergsliden – Norra Ljusvattnet (830) – Ljusvattnet (797) – Järvtjärn (805)
- Länsväg AC 797: förbindelseväg i Ljusvattnet (796 – 830)
- Länsväg AC 799: Finnfors (791) – Orrträsk – Grönliden (795) – Röjnoret (791)

## 800–899
- Länsväg AC 800: Järvtjärn (805) – Burliden – Brönstjärn (801) – Djupliden (801) – Bjurfors (805)
- Länsväg AC 801: Brönstjärn (800) – Brännkälen – Djupliden (800)
- Länsväg AC 802: Djuptjärn (805) – Sandgärdet – Lidbacken (805)
- Länsväg AC 803: Nedre Åbyn (807) – Norra Åbyn – Järvtjärn (805)
- Länsväg AC 804: Västomsundet (364) – Tjärnbacka (805)
- Länsväg AC 805: Burträsk (364, 806) – Tjärnbacka (804) – Nedre Åbyn (807) – Kvarnbacken (830) – Järvtjärn (796, 800, 803) – Djuptjärn (802) – Skråmträsk (808, 808) – Lidbacken (Skråmträsk)(814, 802) – Bjurfors (800) – Finnfors (791) – omedelbart söder om bro över Skellefte älv vid Finnforsen (cirka 1,5 kilometer söder om väg 854) – Brutorp (854) – Brutorp (855) – Boliden (857, 370, Rv95). Genomfart Burträsk: Långåkersgatan – Kamvägen. Genomfart Boliden: Finnforsvägen.
- Länsväg AC 806: väg till Burträsk kyrka (805)
- Länsväg AC 807: Åbyn (805) – Nedre Åbyn (803) – Bergviken (777) – Södra Renbergsvattnet – Västra Ragvaldsträsk (810) – Ragvaldsträsks skola (811) – Noret (812) – Gummarksnoret (813) – Södra Gärdsmark (816) – Orrbäcken (817, 364)
- Länsväg AC 808: väg genom Skråmträsk (805 – 809 – 805)
- Länsväg AC 809: Skråmträsk (808) – Brännvattnet
- Länsväg AC 810: förbindelseväg söder Ragvaldsträsk (811 – 807)
- Länsväg AC 811: Västra Hjoggböle (364) – Ragvaldsträsk (810) – Ragvaldsträsks skola (807)
- Länsväg AC 812: Noret (807) – Gummark (813)
- Länsväg AC 813: Gummarksnoret (807) – Gummark (812) – Djupgroven (814)
- Länsväg AC 814: Skellefteå (Sörböle) (E4) – Sunnanå (816) – Klutmark (819) – Djupgroven (815, 813) – Lidbacken (Skråmträsk)(805). Genomfart Skellefteå: Skråmträskvägen
- Länsväg AC 815: Djupgroven (814) – Klutmarks järnvägsstation
- Länsväg AC 816: Södra Gärdsmark (807) – Kroksjön (817) – Sunnanå (Lantmannagatan cirka 700 meter söder om väg 814) – Sunnanå (814). Genomfart Skellefteå: Falträskvägen
- Länsväg AC 817: Orrbäcken (807) – Kroksjön (816)
- Länsväg AC 818: Bureå fäbodar (820) – Brattjärn
- Länsväg AC 819: Klutmark (814) – Kvistforsens regleringsdamm – Medle (855)
- Länsväg AC 820: Bureheden (E4) – Bureå fäbodar (818) – Holmsvattnet (774)
- Länsväg AC 821: Bureå (E4) – Sjöbotten (774, 822) – Östra Hjoggböle (823, 823, 835) – Västra Hjoggböle (364)
- Länsväg AC 822: Sjöbotten (821) – Gamla Falmark (835, 364)
- Länsväg AC 823: väg genom Hjoggböle (821 – 821)
- Länsväg AC 824: Yttervik (827) – Innervik (828, 828.01) – trafikplats Tjärn (E4)
- Länsväg AC 826: Bureå (E4) – Åbacka
- Länsväg AC 827: trafikplats Yttervik (E4) – Yttervik (824) – Degerön (829) – Sävenäs (trafikplats Skelleftehamn) (372)
- Länsväg AC 828: Innervik (824) – Södra Bergsbyn (829)
  - Länsväg AC 828.01: grenväg mot Skellefteå (828 – 824)
- Länsväg AC 829: Sörböle (Skellefteå) (E4) – (k) – Södra Bergsbyn (839, 828) – Bockholmen (Stackgrönnan)(832) – Degerön (827, 829) – Örviken – Degerön (829). Genomfart Skellefteå: Anderstorpsleden
- Länsväg AC 830: Kvarnbacken (805) – Ljusheden – Ljusvattnet (797) – Norra Ljusvattnet (796)
- Länsväg AC 831: Korssjön (733) – Lugnet (729) – Bygdsiljum (726)
- Länsväg AC 832: Bockholmen (Stackgrönnan)(829) – Nyhamn
- Länsväg AC 833: Bursiljum (775) – Brännan – Bodbyn (364)
- Länsväg AC 834: Renfors (364) – Norra Renbergsvattnet
- Länsväg AC 835: Östra Hjoggböle (821) – Falmarksheden – Gamla Falmark (822)
- Länsväg AC 836: Långviken (364) – Östra Falmark (774)
- Länsväg AC 839: Södra Bergsbyn (829) – regleringsdamm över Skellefte älv – (k) – Bergsbyn (372)
- Länsväg AC 840: väg till och förbi Bastuträsk järnvägsstation (791 – 791)
- Länsväg AC 841: Långträsk (791) – Braxträsk – Stormyren (Kedträsk)(370)
- Länsväg AC 842: Bjurträsk (370) – Norsjö (791). Genomfart Norsjö: Kusforsvägen
- Länsväg AC 844: del av väg genom Jörn (Rv95 – 849, 902 – 850 – 852 – Rv95). Genomfart Jörn: Storgatan
- Länsväg AC 845: Bjurfors (370) – Östra Högkulla
- Länsväg AC 846: Renström (370) – Petiknäs (849) – Kusfors – Gumboda (848) – Kedträskbron (847) – Svansele – Petikträsk (916) – Treholmsforsen (365)
- Länsväg AC 847: förbindelseväg över Kedträskbron (370 – 846)
- Länsväg AC 848: Gumboda (846) – Rålund
- Länsväg AC 849: Petiknäs (846) – Hornsträsk (915) – Jörns järnvägsstation – Jörn (844, 902). Genomfart Jörn: Parkgatan – Järnvägsgatan
- Länsväg AC 850: Jörn (844) – Talliden (851) – Björkliden
- Länsväg AC 851: Talliden (850) – Älgträsk
- Länsväg AC 852: Jörn (844) – Granbergsträsk – Hörnan
- Länsväg AC 853: Strandmyren (Rv95) – Klockträsk – Östra Stavträsk
- Länsväg AC 854: Brutorp (805, 855) – Båtfors – Södra Åkulla (857) – Renström (370)
- Länsväg AC 855: Degerbyn (Rv95) – Medle (819) – Klemensboda (Krångfors) (869, 791) – Norrström – Brutorp (805, 854)
- Länsväg AC 857: Boliden (805, 857.02) – Bjurvattnet – Södra Åkulla (854). Genomfart Boliden: Silvergatan – Storgatan – Bjurvägen
  - Länsväg AC 857.01: grenväg mot Brutorp (857 – 854)
  - Länsväg AC 857.02: förbindelseväg väster Boliden (857 – 370)
- Länsväg AC 860: Skellefteå (Rv95 –(k)) – Kåge ((k) – 913). Genomfart Skellefteå: Gamla Kågevägen. Kåge: Gamla Kågevägen
- Länsväg AC 861: trafikplats Fällbäcken (E4) – Boviken
- Länsväg AC 867: trafikplats Kåge norra (E4) – (k) – Ersmark (921, 885) – Kusmark (914, 873, 872) – Kusmarkskläppen (871) – Sandfors (870, 869) – Nybäck (868) – Österjörn (867.02, 876, Rv95)
  - Länsväg AC 867.02: förbindelseväg mot Boliden (867 – Rv95)
- Länsväg AC 868: Nybäck (867) – Lundbacka (876)
- Länsväg AC 869: Klemensboda (Krångfors)(791, 855) – Svanström (Rv95, 919) – Gråliden – Sandfors (867)
- Länsväg AC 870: Sandfors (867) – Storkågeträsk (871) – Lillkågeträsk (876) – Nide (882) – Svartå (883) – Svartåliden (884) – Nyfors (883) – Fällfors (886, 890)
  - Länsväg AC 870.01: väg till och förbi Fällfors kyrka och kyrkogård (870 – 870)
- Länsväg AC 871: Kusmarkskläppen (867) – Norra Bastuträsk – Storkågeträsk (870) – Storkågeträsks by
- Länsväg AC 872: Kusmark (867) – Kusmarksliden (885) – Drängsmark (876)
- Länsväg AC 873: väg till Kusmarks kyrka (867)
- Länsväg AC 874: Frostkåge (875) – Drängsmarkskläppen – Drängsmark (876)
- Länsväg AC 875: trafikplats Frostkåge (E4, 877, 874) – Stenbacken – Svedjan (876)
- Länsväg AC 876: trafikplats Ostvik (E4, 877) – Svedjan (875) – Drängsmark (878, 874, 872) – Lillkågeträsk (870) – Kvarnfors (879) – Stavaträsk (880, 881) – Lundbacka (868) – Österjörn (867)
- Länsväg AC 877: trafikplats Frostkåge (E4, 875) – Ostvik (877.01) – trafikplats Ostvik (E4, 876)
  - Länsväg AC 877.01: väg till Östanbäck (877)
- Länsväg AC 878: Drängsmark (876) – Stormark
- Länsväg AC 879: väg till Kvarnfors (876)
- Länsväg AC 880: Stavaträsk (876, 881) – Degerträsk – Melsträsk (886) – Grönbo (890)
- Länsväg AC 881: Stavaträsk (876, 880) – Nygård
- Länsväg AC 882: Nide (870) – Norrlångträsk (883)
- Länsväg AC 883: Svartå (870) – Norrlångträsk (882) – Klöverfors – Storbrännan – Nyfors (870)
- Länsväg AC 884: Selet (890) – Svartåliden (870)
- Länsväg AC 885: Ersmark (867) – Ersmarksbodarna – Kusmarksliden (872)
- Länsväg AC 886: Fällfors (870) – enskild väg till Krokliden (cirka 2,7 kilometer väster om väg 870) – Gammelboliden – Melsträsk (880)
- Länsväg AC 887: trafikplats Byske södra (E4) – Lundbäck – Södra Stensjön
- Länsväg AC 888: Byske (Skelleftevägen) – (k) – Furuögrund
- Länsväg AC 890: trafikplats Byske norra (E4) – Broarna (893) – Selet (884) – Fällfors (900, 870) – Stryckfors – Grönbo (880) – enskild väg till Norra Svenuberget (cirka 3,2 kilometer väster om väg 880) – Myrheden (902) – Norrbottens läns gräns vid Kåtaselet (BD 540) (– Siksjön)
- Länsväg AC 893: Broarna (890) – Tåmeträsk (912) – Finnträsk (894, 894.01) – Brännan (894) – Ålund (897) – Brännland (899) – Norrbottens läns gräns vid Brännland (BD 502) (– Holmfors)
- Länsväg AC 894: Finnträsk (893) – Kälfors – Brännan (893)
  - Länsväg AC 894.01: grenväg mot Byske (894 – 893)
- Länsväg AC 895: Båtvik (E4) – Selsvik
- Länsväg AC 896: trafikplats Åbyn (E4, 897) – Renholmen
- Länsväg AC 897: trafikplats Åbyn (E4, 896) – Åbyn (910) – cirka 750 meter väster om väg 910 i Åbyn – Källbomark (910) – Gagsmark (899) – Ålund (893) – Jakobsfors (900) – Norrbottens läns gräns vid Klubbfors (BD 514) (– Klubbfors)
- Länsväg AC 898: Åbyn (896) – Avan
- Länsväg AC 899: Gagsmark (897) – infartsväg till plantskola i Tväråfors (cirka 6,3 kilometer sydost om väg 893) – Brännland (893)

## 900–999
- Länsväg AC 900: Fällfors (890) – Jakobsfors (897)
- Länsväg AC 902: Jörn (844) – trafikplats Jörn (Rv95) – Nyträskån (903) – Långnästräsk – Brännäs (904) – Grundträsk (905) – Myrheden (890) – Norrbottens läns gräns vid Holmfors (BD 515) (– Långträsk)
- Länsväg AC 903: Nyträskån (902) – Högheden – Östra Åliden
- Länsväg AC 904: Brännäs (902) – Storträsk – 250 meter nordväst enskild väg 10933 i Storträsk – Ullbergsträsk (908)
- Länsväg AC 905: Grundträsk (902) – Träskholm – Granberg – Lillträsk (908) – Norrbottens läns gräns vid Svanträsk (BD 535) (– Kvarnberget)
- Länsväg AC 908: Stensträsk (Rv95) – Ullbergsträsk (904) – Lillträsk (905)
- Länsväg AC 909: väg till Missenträsk (Rv95)
- Länsväg AC 910: Åbyn (897) – Källbomark (897)
- Länsväg AC 912: Tåme – trafikplats Tåme (E4) – Tåmeträsk (893)
- Länsväg AC 913: Kåge (Hamngatan, 860) – (k) – Ersmark (921) – Kusmark (914) – Kusmark. Genomfart Kåge: Nygatan
- Länsväg AC 914: förbindelseväg vid Kusmark (913 – 867)
- Länsväg AC 915: Hornsträsk (849) – Österjörnskolonaten (Rv95)
- Länsväg AC 916: Petikträsk (846) – Haraliden – Rörträsk – Norrbottens läns gräns vid Ljusliden (BD 919) (– Fågelliden)
- Länsväg AC 918: väg genom Varuträsks by (Rv95 – Rv95)
- Länsväg AC 919: Svanström (Rv95, 869) – Svanfors – Nyholm – Strömfors – Bastunäs (Rv95)
  - Länsväg AC 919.01: förbindelseväg mot Boliden (919 – Rv95)
- Länsväg AC 921: förbindelseväg genom Ersmarks by (913 – 867). Genomfart Ersmark: Fabriksvägen
- Länsväg AC 923: (Grundsjö –) Jämtlands läns gräns vid Orrnäs (Z 997) – Svanabyn (925)
- Länsväg AC 924: (Omsjö –) Västernorrlands läns gräns vid Västerås (Y 981) – Granåsen (925)
- Länsväg AC 925: (Hästberget –) Västernorrlands läns gräns vid Vällingberget (Y 985) – Vällingberget (928) – Granåsen (924) – Svanabyn (923) – Lavsjö (926)
- Länsväg AC 926: Fjällåbron (Rv92) – Lavsjö (925, 930) – Lomsjö (932, Rv92)
- Länsväg AC 928: Gafsele (Rv90) – Björksele – Vällingberget (925)
- Länsväg AC 930: Lavsjö (926) – Grynberget
- Länsväg AC 931: Varpsjö (Rv92) – Granberget (E45)
- Länsväg AC 932: Lomsjö (926) – Stormyrberget (933) – Forsnäset
- Länsväg AC 933: Stormyrberget (932) – kronoparken Sämsjölandet
- Länsväg AC 934: Tallberget (Rv92) – Avasjö
- Länsväg AC 935: Åsele (Rv92) – Sörnoret
- Länsväg AC 937: Södra färjställsvägen i Åsele (Rv90 – f d södra färjeläget)
- Länsväg AC 940: Forsviken (Rv90) – Tensjö
- Länsväg AC 942: Stenselkroken (Rv90) – Idbacka (943) – Långtjärn (952) – Dalasjö (953) – Strömåker (E45)
- Länsväg AC 943: Idbacka (942) – Idvattnet
- Länsväg AC 944: Rismyrliden (952) – Sörliden (Nyland)
- Länsväg AC 945: väg genom Älgsjö (Rv92 – 945.01 – 365)
  - Länsväg AC 945.01: väg till Älgsjö skola (945)
- Länsväg AC 946: Yxsjö (365) – Insjö – Konradsbo (952) – Hacksjö – Järvsjö (954) – Latikberg (360)
- Länsväg AC 947: Stennäs (365) – Gärdsjönäs – Gärdsjövägskälet (948) – Västansjö
- Länsväg AC 948: väg till Gärdsjö (947)
- Länsväg AC 949: Lillögda (365) – Sandsjö
- Länsväg AC 951: väg genom Vägsele (365 – 952)
- Länsväg AC 952: Graned (365) – Vägsele (961, 951) – Kroksjö (960) – Råberg – enskild väg Brattmyrbergsvägen (cirka 9,4 kilometer öster om väg 946) – Konradsbo (946) – Rismyrliden (944) – 953 Dalasjö (942) – Bäsksele (360)
- Länsväg AC 954: Järvsjö (946) – Fridhem
- Länsväg AC 955: Latikberg (360) – Norra Latikberg
- Länsväg AC 956: väg runt Storberget (360 – 360)
- Länsväg AC 957: Bäsksjö (360) – Annevare (958) – Fianberg (E45)
- Länsväg AC 958: Annevare (957) – Ulvoberg
- Länsväg AC 959: Vinliden (360) – Lillgoliden – Norrvik
- Länsväg AC 960: Kroksjö (952) – Bjurträsk – Fäboliden – Öravan (360)
- Länsväg AC 961: Vägsele (952) – Ledåberg – Mårdberg (962) – Tallträsk (360)
- Länsväg AC 962: Mårdberget (961) – Svanamyran
- Länsväg AC 963: väg genom Vinliden (360 – 360)
- Länsväg AC 964: Björkberg (360, 968) – Högås – Västansjö (980) – Medelås (E12)
- Länsväg AC 965: väg till Volgsele by och Mötingselberg (E45)
- Länsväg AC 967: Skarvsjöby (E45) – Bergsäter (969) – Brånaberg (970) – Pauträsk – Björkås (971) – Norrbäck (360)
- Länsväg AC 968: Björkberg (964) – Sandås
- Länsväg AC 969: Bergsäter (967) – Jåvan – norr om bro över Bäcklidbäcken 3 kilometer sydväst om Bäcklund – Bäckliden – Grundfors – Gunnarn (E12)
- Länsväg AC 970: Brånaberg (967) – Bergnäs
- Länsväg AC 971: Björkås (967) – Finnäs
- Länsväg AC 978: väg genom Kattisavans by (E12 – E12)
- Länsväg AC 979: väg genom Blåviksjöns by (E12 – E12)
- Länsväg AC 980: väg vid Västansjö (964)
- Länsväg AC 981: väg genom Gunnarns by (E12 – E12)
- Länsväg AC 984: Blåviksjön (E12) – Rusele (986) – Holmvik – Norrbyberg (1000, 1002)
- Länsväg AC 985: väg genom Pausele och Åskilje (E12 – E12)
- Länsväg AC 986: Rusele (984) – Blåvik – Norrvik – Åskiljeby (988)
- Länsväg AC 987: Gunnarn (E12) – Bastuträsk (988) – Strömnäs – Gubbträsk (E45)
- Länsväg AC 988: Åskilje (E12) – Åskiljeby (986) – Östansjö – Juktåkolonin – Bastuträsk (987)
- Länsväg AC 989: väg genom Barsele by (E12 – E12)

## 1000–1099
- Länsväg AC 1000: Husbondliden (365) – Falträsk – Norrbyberg (984, 1002) – Lycksaberg – Skoträsk (1003) – Vänfors – Råstrand (1023) – Torviksele – Sandsele (E45)
- Länsväg AC 1001: Ruskträsk (365) – enskild väg cirka 200 meter norr om bro över Ruskträskavan vid Ruskträsk – Granlunda (1002)
- Länsväg AC 1002: Norrbyberg (984, 1000) – Granlunda (1001) – Björksele (363)
- Länsväg AC 1003: Vindelgransele (363) – Skoträsk (1000)
- Länsväg AC 1004: Vormsele (363) – Svartliden – Svanaberget – Rökå (1005)
- Länsväg AC 1005: Björksele (363) – Säter – Kristineberg (1008) – Rökå (1004) – Rökåberg (1007) – Åmliden (1009) – Lillholmträsk (370)
  - Länsväg AC 1005.01: grenväg mot Malå (1005 – 370)
- Länsväg AC 1006: Lomselenäs (E45) – Östra Sandsjö
- Länsväg AC 1007: Rökåberg (1005) – Lövberg (370)
- Länsväg AC 1008: Kristineberg (1005) – Släppträsk – Åkroken (370)
- Länsväg AC 1009: Raggsjö (365) – Brinken (1010) – Åmliden (1005)
- Länsväg AC 1010: Brinken (1009) – Gransjö
- Länsväg AC 1011: Stora Kvammarns utlopp (365) – Kvammarnäs – Kvammarn – Lillholmträsk (370)
- Länsväg AC 1012: Treholmsforsen (365) – Grundträsk (1013) – Rackejaur (1030) – Näsberg – Strömfors (370)
- Länsväg AC 1013: Grundträsk (1012) – Långträsk – Brännträsk – Björkliden – Östra Lainejaur (1014)
- Länsväg AC 1014: Malå (370) – Västra Lainejaur (1015) – Östra Lainejaur (1013) – Mörttjärn – Norrbottens läns gräns vid Storvistsel (BD 519) (– Rönnliden)
- Länsväg AC 1015: Västra Lainejaur (1014) – Kokträsk (1021) – Björkland (1031) – Surliden (1018)
- Länsväg AC 1016: Västra Nynäs (370) – Holmsjö – Granberget
- Länsväg AC 1017: Bölheden (370) – Hemnäs
- Länsväg AC 1018: Stensund (370) – Norra Stensund (1019) – Adak (1031, 1020) – Surliden (1015) – Håptjärnliden – Lobbelviken (1026) – Norrbottens läns gräns vid Slagnäs (BD 609) (– Slagnäs)
- Länsväg AC 1019: Norra Stensund (1018) – Norra Johannisberg – Bockträsk – Gränsgård (1026, 1027) – Kåtaliden – Bure (E45)
- Länsväg AC 1020: Adak (1018) – Hundberg
- Länsväg AC 1021: väg genom Kokträsk (1015)
- Länsväg AC 1023: Råstrand (1000) – Väster Gargbro (363)
- Länsväg AC 1024: Sappetsele (363) – Gargnäs (1025)
- Länsväg AC 1025: Gargbro (363) – Gargnäs (1024, 1027) – Staggträsk
- Länsväg AC 1026: Gränsgård (1019) – Lobbelviken (1018)
- Länsväg AC 1027: Gargnäs (1025) – Oppernoret (1028) – Gränsgård (1019)
- Länsväg AC 1028: Oppernoret (1027) – Johannisberg
- Länsväg AC 1030: Mensträsk (365) – Rackejaur (1012)
- Länsväg AC 1031: Adak (1018) – Björkland (1015)
- Länsväg AC 1032: väg genom Vormsele (363 – 363)
- Länsväg AC 1033: Norsjövallen (365) – Gissträsk (370)
- Länsväg AC 1034: Grundträsk (E45) – Aha
- Länsväg AC 1048: Avaträsk (1052) – Måntorp
- Länsväg AC 1050: (Rörström –) Jämtlands läns gräns vid Bellvik (Z 1006) – enskild väg norr om Bellvik (cirka 2,2 kilometer söder om väg 1051) – Röjningsberget (1051)
- Länsväg AC 1051: Korssele (1052) – Nappsjö – Röjningsberget (1050) – Sörstrand – Västbostrand – Stutvattenbäcken (1052)
- Länsväg AC 1052: Dorotea (E45) – Korssele (1051) – Avaträsk (1048) – Östra Ormsjö (1053) – Västra Ormsjö – Stutvattenbäcken (1051) – Högland (1054) – Storbäck (1057) – Risbäck (1056) – Sandvik (1054) – Avasjö – Borga – Jämtlands läns gräns vid Subbme (Z 825) (– Storjola). Konstvägen sju älvar, 115 km, fortsätter som Länsväg Z 825.
- Länsväg AC 1053: Östra Ormsjö (1052) – Månsberg
- Länsväg AC 1054: Högland (1052) – Harrsjö (1055) – Rajastrand – Sandvik (1052)
- Länsväg AC 1055: (Norråker –) Jämtlands läns gräns vid Norråker (Z 998) – Harrsjö (1054)
- Länsväg AC 1056: väg till Risbäcks kapell (1052)
- Länsväg AC 1057: Storbäck (1052) – Brännåker – Strömnäs (1067)
- Länsväg AC 1060: väg till Dorotea kyrka (Kyrkvägen) (E45)
- Länsväg AC 1063: Granberget (E45) – Häggås
- Länsväg AC 1065: Djupdalsvägskälet (1085) – Djupdal
- Länsväg AC 1067: Sågån (E45) – Lövliden (1083) – Bullerforsen (1069) – Laxbäcken (1072, 1085) – Malgovik (1073) – Skansholm (1074) – Strömnäs (1075, 1057) – Stalon (1076, 1077) – Bångnäs – Bieliteforsen (1078) – Saxnäs (1068) – Stornässundet (1067.01) – Gaunesviken (1098) – Klimpfjäll – Stekenjokk – Jämtlands läns gräns vid Stekenjokk (Z 824) (– Leipikvattnet). Vildmarksvägen, 141 km. Sträckan Klimpfjäll-Stekenjokk är normalt vinterstängd, en av Sveriges högst belägna vägar.
  - Länsväg AC 1067.01: väg till Stornäs by (1067)
- Länsväg AC 1068: väg till Saxnäs kyrka (1067)
- Länsväg AC 1069: Bullerforsen (1067) – Insjön (1070) – Kristineberg – Kullen
- Länsväg AC 1070: Insjön (1069) – Svannäs
- Länsväg AC 1071: Mellanås (1085) – Ladubacken
- Länsväg AC 1072: Laxbäcken (1067) – Övre Malgonäs
- Länsväg AC 1073: Malgovik (1067) – Skarpmyrberget
- Länsväg AC 1074: Skansholm (1067) – vägskäl med Strandgatan och Torparegatan i Skog (cirka 6,1 kilometer väster om väg 1067) – Mark
- Länsväg AC 1075: väg till Strömnäs gårdar vid Malgomaj (1067)
- Länsväg AC 1076: Stalon (1067, 1077) – f.d. poststationen i Stalon
- Länsväg AC 1077: Stalon (1067, 1076) – Dorris – Eriksberg (1082) – Västansjö – Dikanäs (1088)
- Länsväg AC 1078: Bieliteforsen (1067) – Kultsjön (1079) – Grytsjö
- Länsväg AC 1079. Kultsjön (1078) – Marsliden
- Länsväg AC 1081: Staburnäs (1083) – Siksjönäs – Sjöberg
- Länsväg AC 1082: Eriksberg (1077) – Blaikliden
- Länsväg AC 1083: Lövliden (1067) – Lomsjökullen (1090) – Staburnäs (1081) – Nästansjön (1086) – Nästansjö (1084, 1084.01) – Södra Tresund – Västanbäck
- Länsväg AC 1084: Nästansjö (1083) – Nästansjö (1084.01) – Heligfjäll
  - Länsväg AC 1084.01: grenväg mot Södra Tresund (1084 – 1083)
- Länsväg AC 1085: Laxbäcken (1067) – Rembacka – Djupdalsvägskälet (1065, 1062) – Mellanås (1071) – Statsås
- Länsväg AC 1086: Nästansjön (1083) – Volgsele hållplats (E45)
- Länsväg AC 1088: Storseleby (E45) – Gråtanån (1089) – Norra Tresund (1091) – Hansbo – Daikanvik (1092) – Dikanäs (1077, 1093, 1094) – Kittelfjäll – Fättjaur – Bojtikken – riksgränsen vid Skalmodal (– Norge). Sagavägen, 160 km.
- Länsväg AC 1089: Gråtanån (1088) – Sjulsmark (cirka 5 kilometer norr om väg 1088) – Gråtanliden – Alphyddan – Iliden – Skikkisjön
- Länsväg AC 1090: Lomsjökullen (1083) – Stensjön – Nordansjö
- Länsväg AC 1091: väg till Norra Tresund (1088)
- Länsväg AC 1092: Daikanvik (1088) – Skäggvattnet – Granås – Brattåker (1104)
- Länsväg AC 1093: Dikanäs (1088) – Skansnäs – Silverberg – Bastansjön (1100)
- Länsväg AC 1094: Dikanäs (1088, 1095) – Matsdal (1096) – Västra Matsdal
- Länsväg AC 1095: väg till Dikanäs Kapell (1094)
- Länsväg AC 1096: Matsdal (1094) – Östra Matsdal
- Länsväg AC 1098: Gaunesviken (1067) – Grundfors
- Länsväg AC 1099: väg till Fatmomakke (1098)

## 1100–1199
- Länsväg AC 1100: Vinlidsberg (E45) – Norrberg (1101) – Långvattnet (1104) – Ullisbäckbron (1104) – Grannäsvägskälet (1119) – Harrvik (1121) – Bastansjön (1093) – Umnäs (1105, 1106) – Forsmark (E12) 1101 Norrberg (1100) – Näsvattnet
- Länsväg AC 1102: Storuman (E12) – Forsnacken – Fristad – Gaskeloukt. Genomfart Storuman: Kraftverksgatan
- Länsväg AC 1103: Långvattnet (1104) – Lubbträsk
- Länsväg AC 1104: Långvattnet (1100, 1103) – Myrlund – Strandkulla – Brattåker (1092) – Ullisbäckbron (1100)
- Länsväg AC 1105: Umnäs (1100) – Forsnacken (E12)
- Länsväg AC 1106: väg till Umnäs kapell (1100)
- Länsväg AC 1107: Sandås (E12) – Bäckmark – Fjällbosjö
- Länsväg AC 1108: Gardsjöbäcken (E12) – Ankarsund
- Länsväg AC 1109: Gardsjön (1132) – Abborrberg (1109.01) – Danasjö
  - Länsväg AC 1109.01: väg i Abborrberg (1109)
- Länsväg AC 1110: Gardsjöbäcken (E12) – Gardsjön (1132) – Gardsjönäs
- Länsväg AC 1111: väg genom Slussfors by (E12 – E12)
- Länsväg AC 1112: Juksjaurbäcken (E12) – Juksjaur (1115) – Nolvik – Brånaberg
- Länsväg AC 1113: Ajaure (E12) – Fräkenvik – Ängesdal – Västansjö (E12)
  - Länsväg AC 1113.01: väg till Vojtjajaure kapell (1113)
- Länsväg AC 1114: Tärnaby (E12) – Granås
- Länsväg AC 1115: Juksjaur (1112) – Björkbacken – Norra Fjällnäs – Solberg (1117) – Tärnaforsen (E12)
- Länsväg AC 1116: Västansjö (E12) – Joeström – Joesjö – riksgränsen vid Krutvattnet (– Norge)
- Länsväg AC 1117: Solberg (1115) – Laisholm – Krokfors (E12)
- Länsväg AC 1118: Björkfors (E12) – Tängvattnet – Rönäs
- Länsväg AC 1119: väg till Grannäs (1100)
- Länsväg AC 1120: väg genom Forsmark (E12 – E12)
- Länsväg AC 1121: Harrvik (1100) – Dajkanberg
- Länsväg AC 1122: väg genom Tärnaby (E12 – E12)
- Länsväg AC 1123: Strömsund (E12) – Norra Umstrand
- Länsväg AC 1124: Sorsele (E45) – Norra Stensund. Genomfart Sorsele: Jiltjaurvägen
- Länsväg AC 1126: Lomsele (E45) – Juktfors
- Länsväg AC 1130: Sandsele (E45) – Västra Blattnicksele
- Länsväg AC 1131: Kvarnbränna (E45) – Saxnäs
- Länsväg AC 1132: Sorsele (E45, 1135) – Norra Stensund (1133) – Jiltjaursvägskälet (1132.02) – Åbacka (1134) – Flakaträsk (1132.03) – Gardsjön (1109, 1110) – Harrikberget (E12). Genomfart Sorsele: Norra Esplanaden – Strandvägen
  - Länsväg AC 1132.02: Jiltjaursvägskälet – Jiltjaurs by (1132)
  - Länsväg AC 1132.03: väg i Flakaträsk (1132)
- Länsväg AC 1133: Norra Stensund (1132) – Stensunds by – Rockmyrheden
- Länsväg AC 1134: Åbacka (1132) – Fjosokken – Fjällsjönäs
- Länsväg AC 1135: Sorsele (1132) – Örnäs – Karlsten – Södra Risnäs – Granåker – Skansnäs
- Länsväg AC 1141: Grannäs (363) – Forsbacka – Övre Bergnäs
- Länsväg AC 1142: Heden (E45) – Norrbottens läns gräns vid Fjällnäs (BD 613) (– Gargejaur)